# 名鉄モ770形電車 (2代)
名鉄モ770形電車（めいてつモ770がたでんしゃ）は、1987年（昭和62年）に新製された路面電車車両の一形式である。
2005年（平成17年）までは名古屋鉄道（名鉄）に在籍し、岐阜市内線と揖斐線との直通列車を中心に用いられていたが、同線の廃止により福井鉄道へ譲渡され、同社770形電車として導入された。本項では名鉄・福井鉄道双方における経歴その他を記述する。

## 名古屋鉄道（1987年 - 2005年）
岐阜市内線・揖斐線両線には1967年（昭和42年）より直通列車が運転されていたが、車両は大正時代末期に製造された旧型電車であった。1987年（昭和62年）に直通車のモ510形の一部とモ520形全車とを新型車両に置き換えることになり、本形式が新製されたものである。
770-771 - 776-777の4編成8両が日本車輌製造で新製された。名鉄の運営していた600V路線では初の冷房付車両で、2車体を台車によって接続する連接車であった。
先に登場していた美濃町線専用の連接車モ880形からデザインや基本設計の多くを引き継いでいるが、側面窓は固定式に変更され、岐阜市内の併用軌道線内における急曲線通過を考慮して、車体幅は同形より130mm狭くなっている。さらに、新製時からワンマン装置が設置された。また、揖斐線の各駅はプラットホームが設けられていたが、市内線の電車停留所では道路上から乗降するため、乗降口を揖斐線のホーム高さにあわせ、市内線向けには折りたたみ式ステップを装備した。
走行性能は市内線内での低速運転と揖斐線内の高速運転を両立させた設計とされており、忠節 - 黒野間の揖斐線内における急行運転では弱め界磁を駆使し最高速度70km/hで走行した。
車体塗装については当初はスカーレット一色で登場したが、後に1997年（平成9年）に登場したモ780形に準じた塗装に改められた。なお、772編成は1994年（平成6年）から1997年（平成9年）の間「ブルーライナー・ミニ」として、本線系路線の特急用車両1000系「パノラマsuper」に施された「ブルーライナー」塗装と、ほぼ同一の特別カラーに塗装されて運用についていた。
2005年（平成17年）4月1日の名鉄600V線区全廃に伴い運用を離脱した。

## 福井鉄道（2005年 - )

### 譲渡後の状況
岐阜での路線が廃止された2005年（平成17年）に福井鉄道へ譲渡された。
車両は4編成とも搬出前に、名鉄岐阜工場において内外装変更と機器類の改装を施された。
外装は塗装変更など若干の変更に留まったが、機器類は福井鉄道に特化して改良された。福井鉄道では従来の高床式高速電車並みの高速性能を確保する必要があることから弱め界磁率を変更し、運転台の主幹制御器も変更している。パンタグラフはシングルアーム式に換装し、同時に偶数車のパンタグラフを撤去して奇数車のみ搭載とした。ATSや列車無線装置についても、名鉄式から福井鉄道仕様に交換している。制動装置は従来通りSME（非常管付三管式直通空気制動）のままである。
改装終了後、2005年（平成17年）9月末から10月初めにかけて旧美濃町線のモ800形とともに陸路で搬出され、翌2006年（平成18年）4月1日より、正式に運用に就いた。
なお、同じく福井鉄道に譲渡されたモ880形は歯車比の変更など高速化改造が必要だったため、2006年（平成18年）3月末まで、搬出がずれ込んだ。
2016年3月27日から福井鉄道とえちぜん鉄道三国芦原線の相互直通運転が開始され、F1000形と共に直通運転列車に使用された。しかし、定員数が少ないため、F1000形全4編成が直通対応となったタイミングで直通運用から離脱。2017年12月現在は福武線内の運用に就いている。

### 外装の変更点
車体塗装は白を基調とし、前面部窓の下と飾り部分の間、および側面部の窓部分に青帯、車両下部に黄緑と緑の帯が塗装されており、それぞれの色が、福井の雪、海、野、山を表現している。また、側面部の運転席側ドア付近に福井鉄道のロゴマークが付されている。なお、このデザインは同時期に搬入されたモ800形（福井鉄道800形）と共通のものとされている。